# Extensiv Craiova
Extensiv Craiova was een Roemeense voetbalclub uit Craiova.
De club werd opgericht als Electroputere Craiova en speelde in 1960/61 voor het eerste in de Roemeense tweede klasse. Na één seizoen degradeerde de club en keerde eind jaren zestig terug voor een langer verblijf, tot 1979. Na de terugkeer in 1985 kon de club zich opnieuw vestigen in de tweede klasse en promoveerde in 1991 voor het eerst naar de hoogste klasse. Daar werd meteen de derde plaats bereikt wat recht gaf op Europees voetbal. In de UEFA Cup ging de club echter in de eerste ronde kopje onder tegen het Griekse Panathinaikos. Het volgende seizoen werd de zesde plaats bereikt. In seizoen 1993/94 vocht de club tegen de degradatie en werd uiteindelijk 14de. In 1994/95 werd Electroputere 15de en verloor in de eindronde wat een degradatie betekende.
Na een achtste plaats in de tweede klasse werd de club twee keer op rij vicekampioen maar kon geen promotie meer afdwingen. Voor het seizoen 1998/99 veranderde de clubnaam in Extensiv en werd kampioen. De terugkeer in de hoogste klasse verliep echter niet van een leien dakje en de club degradeerde opnieuw, dit keer werd de club laatste.
In 2002 werd de club derde en miste net een ticket voor de eindronde om te promoveren. Voor het seizoen 2003/04 werd de naam veranderd in FC Craiova. Na dit seizoen verhuisde de club naar de stad Caracal en werd FC Caracal.

## Electroputere Craiova in Europa
Uitslagen vanuit gezichtspunt FC Caracal
| Seizoen | Competitie | Ronde | Land                 | Club             | Totaalscore | 1e W    | 2e W    | PUC |
| ------- | ---------- | ----- | -------------------- | ---------------- | ----------- | ------- | ------- | --- |
| 1992/93 | UEFA Cup   | 1R    | Vlag van Griekenland | Panathinaikos FC | 0-10        | 0-6 (T) | 0-4 (U) | 0.0 |

## Bekende (oud-)spelers
- Silviu Lung